# Bernard Goutta
Bernard Goutta   (Perpinyà, 28 de setembre de 1972) és un jugador de rugbi a XV retirat, que va formar part de la selecció de França i de la Unió Esportiva Arlequins de Perpinyà en la posició de tercera línia ala. No coneix més que un sol club, el de la seva ciutat natal, del qual va ser el capità habitual a partir de 2001. Va acabar a seva carrera esportiva al final de la temporada 2006-07. A partir de la temporada 2007-08 passa a integrar el personal tècnic del club en tant que entrenador dels davants.

## Carrera de jugador

### En club[1]
Va formar part de l'USAP entre 1994 i 2007
- Té el rècord del major nombre de partits jugats a l'USAP (275).
- Va ser capità de l'USAP en 112 partits.
- Campionat: 223 partits (rècord del club) (17 assaigs)
- Primer partit (amistós): USAP-Béziers (20 agost de 1994)
- Primer partit (campionat): FC Auch-USAP (4 setembre de 1994)
- Copa d'Europa de rugbi: 37 partits (3 assaigs)
- Competició europea : 14 partits

### A l'equip de França[1]
- Selecció estatal: 1
- Seleccionat amb França A: 4.

## Trofeu individual
- Millor tercera línia del campionat de França 2003 (classificació Migdia olímpic)